# Valle del Vincio di Montagnana
La Valle del Vincio di Montagnana è una regione della Provincia di Pistoia situata tra il comune di Marliana e quello di Pistoia.

## Geografia
La valle si estende lungo il corso del torrente Vincio di Montagnana, affluente di destra dell'Ombrone Pistoiese, e da esso prende il nome.
Il nome della valle fa riferimento al torrente Vincio di Montagnana che nasce nel comune di Marliana (Provincia di Pistoia), a circa 960 metri di altitudine in località Croce di Momigno. Ha un regime marcatamente torrentizio, con acque limpide e pulitissime che permettono la vita a specie ittiche pregiate (trota fario, vairone, scazzone). Giunto nelle vicinanze della città di Pistoia, il torrente subisce un indiscriminato e massiccio prelievo delle sue acque dai vivaisti della zona, rimanendo per i mesi estivi in secca, con gravi danni per la sua fauna ittica.
Il Vincio di Montagnana sfocia nel torrente Ombrone Pistoiese all'altezza  della località Pontelungo.